# 클럽펭귄
《클럽펭귄》(Club Penguin)은 대규모 다중 사용자 온라인 게임으로, 주인공은 펭귄하고 가상 세계를 기반으로 한다.
클럽 펭귄은 다양한 온라인 게임과 활동이 포함된 가상 세계를 포함하는 대규모 멀티플레이어 온라인 게임(MMO)이었다. 뉴 호라이즌 인터랙티브(New Horizon Interactive, 현재의 디즈니 캐나다)에서 제작했다. 플레이어는 만화 펭귄 아바타를 사용하고 남극 테마 오픈 월드에서 플레이했다. 베타 테스트 후 클럽 펭귄은 2005년 10월 24일에 일반 대중에게 제공되었으며 대규모 온라인 커뮤니티로 확장되어 2007년 후반에는 클럽 펭귄이 3천만 개 이상의 사용자 계정을 보유하고 있다고 주장했다. 2013년 7월에 클럽 펭귄은 2억 개 이상의 등록된 사용자 계정을 보유했다.
무료 멤버십을 이용할 수 있었지만 수익은 주로 유료 멤버십을 통해 증가했다. 유료 멤버십을 통해 플레이어는 가상 의류, 가구, 펭귄을 위한 "퍼플"이라는 게임 내 애완동물을 구매할 수 있는 기능과 같은 다양한 추가 기능에 액세스할 수 있다. 클럽 펭귄의 성공으로 인해 2007년 8월 월트 디즈니 컴퍼니는 뉴 호라이즌을 총 3억 5천만 달러에 인수했으며 2009년까지 특정 목표를 달성할 경우 추가로 3억 5천만 달러의 보너스를 받았다.
이 게임은 6세에서 14세 사이의 어린이를 위해 특별히 설계되었다(단, 모든 연령의 사용자가 클럽 펭귄을 플레이할 수 있음). 따라서 개발자의 주요 초점은 어린이 안전에 있었고 이를 용이하게 하기 위해 게임에 여러 기능이 도입되었다. 이러한 기능에는 사용자가 메뉴에서 댓글을 선택하는 "얼티밋 세이프 챗"(Ultimate Safe Chat) 모드 제공이 포함된다.
2017년 1월 30일, 2017년 3월 29일에 게임이 중단될 것이라고 발표했다. 클럽 펭귄은 나중에 2017년 3월 30일 오전 12:01 PDT에 서버를 종료했다. 이 게임은 클럽 펭귄 아일랜드(Island, 이듬해 자체적으로 중단됨)라는 후속 게임으로 대체되었다. 종료된 이후 원래 게임은 게임의 이전 웹 사이트에서 SWF 파일을 사용하여 여러 개인 서버에서 호스팅 및 재생성되었다. 2020년 5월 13일 월트 디즈니 컴퍼니의 디지털 밀레니엄 저작권법(Digital Millennium Copyright Act) 제출이 2020년 5월 13일에 전송된 후 많은 개인 서버가 종료되었으며 가장 주목할만한 서버인 클럽 펭귄 Rewritten, 클럽 펭귄의 완전한 재현이 출시되었다. 2017년 2월 12일, COVID-19 대유행 및 봉쇄의 결과 및 제한과 관련하여 대규모 온라인 커뮤니티(사용자 1,100만 명 초과)를 축적하였으나 디즈니의 저작권 조사 요청에 따라 2022년 4월 13일 런던 시 경찰에 의해 폐쇄되었다.